# Transformers: The Game
Transformers: The Game è un videogioco multipiattaforma di Traveller's Tales (Savage Entertainment per PlayStation Portable e Vicarious Visions per Nintendo DS) uscito il 19 giugno 2007, ispirato al film di Michael Bay.

## Trama
Sul pianeta Cybertron, alcune forme di vita robotiche chiamate Transformers furono devastate da una lunga guerra civile per il potere della AllSpark. Si formarono due fazioni: gli Autobot, che vollero proteggerla, e i Decepticon, che ne desiderarono il potere.
Giunti a un certo punto della guerra senza fine, gli Autobot decisero di nascondere la AllSpark su un pianeta chiamato Terra. Dopo una lunga ricerca, il malvagio Megatron e i Decepticon trovarono il pianeta dove era custodita la AllSpark, e il nostro eroe Optimus Prime con i suoi Autobot li inseguirono per fermarli.

## Modalità di gioco
Dopo un filmato di introduzione, si apre la schermata principale. Qui si può scegliere se giocare con gli Autobot o i Decepticon; questo influirà sulla storia e sui Transformers che si comanderanno.
I Transformers cambiano in base alla missione che si sta compiendo, e sono diversi fra loro sia in abilità che in trasformazioni. Essi hanno due attacchi a distanza e uno ravvicinato, possono esplorare ambientazioni molto vaste e quasi completamente distruttibili.
Nelle ambientazioni, oltre a compiere le missioni principali del gioco, è possibile accedere a "sub-missioni" come cercare degli oggetti entro un tempo limite o spingere fuori da un'area delimitata un certo numero di droni (robot "generici" senza nome). Queste possono essere trascurate, ma così facendo non è possibile completare il gioco al 100%. I nemici trasformati in veicoli o velivoli possono essere trovati grazie a un radar incorporato in tutti i Transformers, quando li si colpisce un certo numero di volte si trasformano per combattere: in questo caso l'intera ambientazione si trasforma in un campo di battaglia.
Nota: queste informazioni si riferiscono alle versioni per PC e console di Transformers: The Game, non a quella per Nintendo DS.

## Personaggi

### Autobot
- Optimus Prime
  - Bumblebee
  - Ironhide
  - Jazz
  - Ratchet (non usabile)
  - Droni Autobot (non usabili)

### Decepticon
- Megatron
  - Barricade
  - Blackout
  - Scorponok
  - Starscream
  - Brawl (non usabile)
  - Bonecrusher (non usabile)
  - Frenzy (non usabile)
  - Shockwave (non usabile)
  - Droni Decepticon (non usabili)

## Accoglienza
La rivista Play Generation diede alla versione per PlayStation 3 un punteggio di 87/100, trovandolo semplice ma curato, riuscendo a portare su PS3 la pellicola campione d'incassi, reputando però un peccato l'azione blanda e le missioni noiose.

## Doppiaggio
Frank Welker, storico doppiatore del personaggio Megatron, torna dopo 22 anni a dare la voce al personaggio, nonostante nel film Transformers il doppiatore del leader dei Decepticon sia Hugo Weaving.